# Fridolin Wagner
Fridolin Wagner (sinh ngày 23 tháng 9 năm 1997) là một cầu thủ bóng đá người Đức thi đấu ở vị trí tiền vệ cho câu lạc bộ Waldhof Mannheim.